# Maximilian Felzmann
Maximilian Felzmann, né le 22 avril 1894 à Zwittau (aujourd'hui Svitavy) et mort le 8 juin 1962 à Zurich, est un General der Artillerie allemand qui a servi au sein de la Heer dans la Wehrmacht pendant la Seconde Guerre mondiale.
Il a été récipiendaire de la croix de chevalier de la croix de fer avec feuilles de chêne. La croix de chevalier de la croix de fer et son grade supérieur : les feuilles de chêne sont attribués pour récompenser un acte d'une extrême bravoure sur le champ de bataille ou un commandement militaire avec succès.

## Biographie
Maximilian Felzmann est capturé par les forces américaines en mai 1945 et reste en captivité jusqu'en 1947.

## Décorations
- Croix d'honneur
- Croix de fer (1939)
  - 2e classe (19 mai 1940)
  - 1re classe (27 juillet 1940)
- Médaille du Front de l'Est (18 juillet 1942)
- Croix allemande en or (29 janvier 1942)
- Croix de chevalier de la croix de fer avec feuilles de chêne
  - Croix de chevalier le 28 novembre 1943 en tant que Generalmajor et commandant de la 251. Infanterie-Division[1]
  - 643e feuilles de chêne le 3 novembre 1944 en tant que Generalleutnant et commandant du Korpsabteilung E[2]
- Mentionné dans le bulletin quotidien radiophonique Wehrmachtbericht (29 octobre 1943)